# صدفة نجوت
صدفة نجوت ديوان شعر للشاعر والأديب والناقد وديع العبيدي ترجم للألمانية. والديوان جزء من مجموعة قصائد نشرها العبيدي.

## المحتوى
ضمت المجموعة ثمانية وعشرين نصاً باللغتين العربية والألمانية، منها:
«أنسنة» و«بعد» و«نسيان» و«النسيان» و«البدون (وطن)» و«صدفة نجوت» و«ظلم» و«الخيال الجامح»، و«لزوم»، يتكلم عن الأوقات التي قضاها الشاعر أيام الحرب، وتعبر عن معاناة إنسان عراقي عانى ويلات الحرب منذ 1980، وتجارب الهجر ويصفها من خلال صورة تعبيرية درامية مليئة بمشاعر الألم التي حملتها الحرب، وعن الإشكالات التي واجهته في بلاد المهجر، وعن كيفية نجاته ومقاومته لكل الضيقات والصعوبات التي انتصر عليها وتجاوزها.
أقيم مهرجان تكريم للشاعر في العاصمة النمساوية فينا حيث حظي ديوانه صدفة نجوت بتكريم من الأدباء النمساويين.